# Dictyophragmus englerianus
Dictyophragmus englerianus là một loài thực vật có hoa trong họ Cải. Loài này được (Muschl.) O.E.Schulz mô tả khoa học đầu tiên năm 1933.